# Scabrethia scabra
Scabrethia scabra là một loài thực vật có hoa trong họ Cúc. Loài này được (Hook.) W.A.Weber miêu tả khoa học đầu tiên.